# Heinrich Brunner
Heinrich Brunner (Wels, 21 giugno 1840 – Bad Kissingen, 11 agosto 1915) è stato uno storico austriaco.
Storico di diritto germanico.

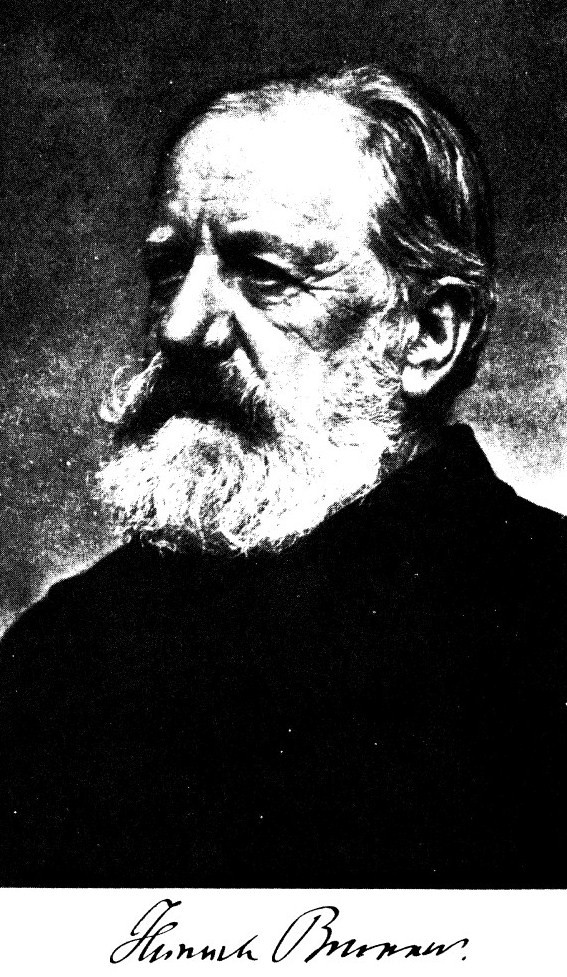
Heinrich Brunner

Studiò presso le Università di Vienna, Gottinga e Berlino.
Dal 1866 insegnò presso le Università di Leopoli, Praga, Strasburgo e Berlino.
Dal 1872 si dedicò allo studio delle prime leggi e delle istituzioni dei Franchi e dei popoli affini dell'Europa occidentale.
In seguito divenne una delle maggiori autorità della moderna legislazione tedesca.
Nel 1884 divenne membro dell'Accademia delle Scienze di Berlino, e nel 1886, dopo la morte di Georg Waitz, intraprese la supervisione della sezione Leges dei Monumenta Germaniae Historica.